# Hoa hậu Bãi biển
Hoa hậu Bãi biển (Miss World Beach Beauty) là một giải phụ của cuộc thi Hoa hậu Thế giới. Thí sinh chiến thắng giải Hoa hậu Bãi biển sẽ được lọt thẳng vào Top Bán kết của Miss World. Giải Hoa hậu Bãi biển bắt đầu được tổ chức từ năm 2003 thay thế cho phần thi áo tắm thông thường, mang đến cho tất cả các thí sinh tham dự cuộc thi cơ hội được tiến thẳng vào đêm chung kết.
Từ năm 2015, cuộc thi Hoa hậu Thế giới chính thức loại bỏ phần thi áo tắm và phần thi Hoa hậu Bãi biển đã ngừng tổ chức. Tới năm 2021, các thí sinh được tham gia phần chụp ảnh với trang phục áo tắm nhưng đây chỉ là hoạt động bên lề và sẽ không tính điểm.

## Cuộc thi Hoa hậu Bãi biển
Tất cả các thí sinh tham dự Hoa hậu Thế giới đều được tham dự giải hoa hậu Bãi biển. Sau đó, Ban giám khảo sẽ chọn lựa ra top 15 hoặc 20 thí sinh có thân hình đẹp nhất. Tiếp đến, ban giám khảo sẽ chọn ra top 5, các á hậu và cuối cùng là Hoa hậu Bãi biển.

## Các thí sinh đoạt Hoa hậu Bãi biển
| Năm  | Hoa hậu Bãi biển          | Quốc gia           | Thành tích đạt được khác                                  |
| ---- | ------------------------- | ------------------ | --------------------------------------------------------- |
| 2003 | Rosanna Davison           | Ireland            | Nữ hoàng sắc đẹp khu vực châu Âu và Hoa hậu Thế giới 2003 |
| 2004 | Nancy Randall             | Hoa Kỳ             | Á hậu 2                                                   |
| 2005 | Yulia Ivanova             | Nga                | Top 15                                                    |
| 2006 | Alexandra Federica Guzman | Venezuela          | Top 17                                                    |
| 2007 | Ada de la Cruz            | Cộng hòa Dominican | Top 16                                                    |
| 2008 | Anagabriela Espinoza      | México             | Top 16                                                    |
| 2009 | Kaiane Aldorino           | Gibraltar          | Nữ hoàng sắc đẹp khu vực châu Âu và Hoa hậu Thế giới 2009 |